# Doris (mitologia)
|  | Per a altres significats, vegeu «Doris (nereida)». |

Segons la mitologia grega, Doris (en grec antic Δωρίς) va ser una nimfa, filla d'Oceà i de Tetis.
Casada amb Nereu, va ser la mare de les cinquanta nereides i de Nèrites, el seu únic fill mascle.